# 宇宙3號M型運載火箭

宇宙-3M运载火箭（俄语：Космос-3М）苏联在R-14U中程弹道导弹（北约代号SS-5“短剑”）基础上研制的轻型运载火箭。美国国防部对这种火箭的代号是“SL-8”，美国国会的谢尔顿命名法（用于识别火箭的衍生型号）则称其为“C-1”。它是不成功的宇宙-3火箭经过改进后的量产型号。

## 简介
R-14是苏联著名导弹专家扬格利（OKB-586，即南方设计局的负责人）设计的中程导弹。根据苏联政府的要求，扬格利曾先后将R-14及其改进型R-14U改装成运载火箭。为了把导弹变成火箭，研究人员给R-14增加了第二级和级间分离装置，并调整了氧化剂箱结构。由R-14改装成的称宇宙-1火箭，由R-14U改装成的称宇宙-3火箭。OKB-586后来将宇宙-3的研究工作转交给列舍特涅夫领导的0KB-10。宇宙-3的设计方案是不成功的，火箭在拜科努尔发射场发射了6次就失败3次。因而要对它进行改进（主要改进了第二级的设计），改进后的型号被命名为宇宙-3M。
宇宙-3M为两级串联式结构，都采用液体发动机。火箭使用可自燃推进剂：偏二甲肼/AK-27U（红发烟硝酸）。两级之间的分离采用“半热”方式。火箭第一级使用格鲁什科研制的RD-216四室发动机，由“动力机器”科学生产联合体负责生产。第二级发动机由伊萨耶夫研制，包括一台单室非燃尽发动机和一台游动发动机。主发动机的特点是可多次点火，而且存在三种工作方式：大推力，中间推力和小推力。在将航天器送入轨道时，需要第二级发动机两次点火；第一次点火后进入一条过渡弹道，用游动发动机保持稳定，第二次点火提速将航天器入轨。
为发射宇宙-3M，在普列谢茨克发射场修建了一座拥有两个发射工位的发射设施。这套设施由运输机器制造设计局设计。同时也重新启用了原用于发射宇宙-2火箭（由R-12弹道导弹改装成的火箭）的“虹”发射系统。1967年5月15日，宇宙-3M在普列谢茨克进行了首次发射，将宇宙-158卫星送入轨道。卡普斯京亚尔发射场也可以发射宇宙-3M，第一次是在1973年1月26日。
火箭定型后，其批量生产任务被交给了位于鄂木斯克的“飞行”生产联合体。宇宙-3M发射的主要载荷有以下几种：“处女地”系列电子侦察卫星；“箭”系列和“旋风”系列军事通信卫星；“蝉”号导航卫星；以及反卫星武器试验的靶卫星。
宇宙-3M的进一步改进型是宇宙-3MU（生产代号11K65MU），也被称为“飞行”号火箭（взлет），是“飞行”生产联合体独自开发的。宇宙-3MU的主要改进之处是更换了新的数字控制系统，该系统可以更精确地控制火箭的燃料加注，以及在工作时让燃料更充分地燃烧。此外由于加大了推进剂贮箱，运载能力提高了25%。
宇宙-3M在服役期间已经发射了400多次。但现在，这种火箭已经停产，还在发射的火箭都是以前积存下来的。俄罗斯已决定用新研制的安加拉系列火箭中的轻型型号来取代宇宙-3M。

## 国际商业发射
宇宙-3M是俄罗斯用于国际商业发射服务的火箭之一。其主提供商是发射服务公司，并分别与美国和德国企业成立了合资公司（宇宙美国公司和宇宙国际公司）。该火箭收到的最主要订单是为德国国防部发射“合成孔径雷达-放大镜”军事卫星群。

## 发射事故
1973年7月26日，一枚已加注推进剂的宇宙-3M在普列谢茨克的发射台上爆炸，导致9人死亡。

## 资料来源
- 《跨越千年：世界航天回顾与展望》，（俄罗斯）基谢列夫、梅德维捷夫、梅尼希科夫等著；ISBN 978-7-5612-2105-1
- 《中国航天》，2005年第1期，14页
- 宇宙-1和宇宙-3